# فتیش ربات

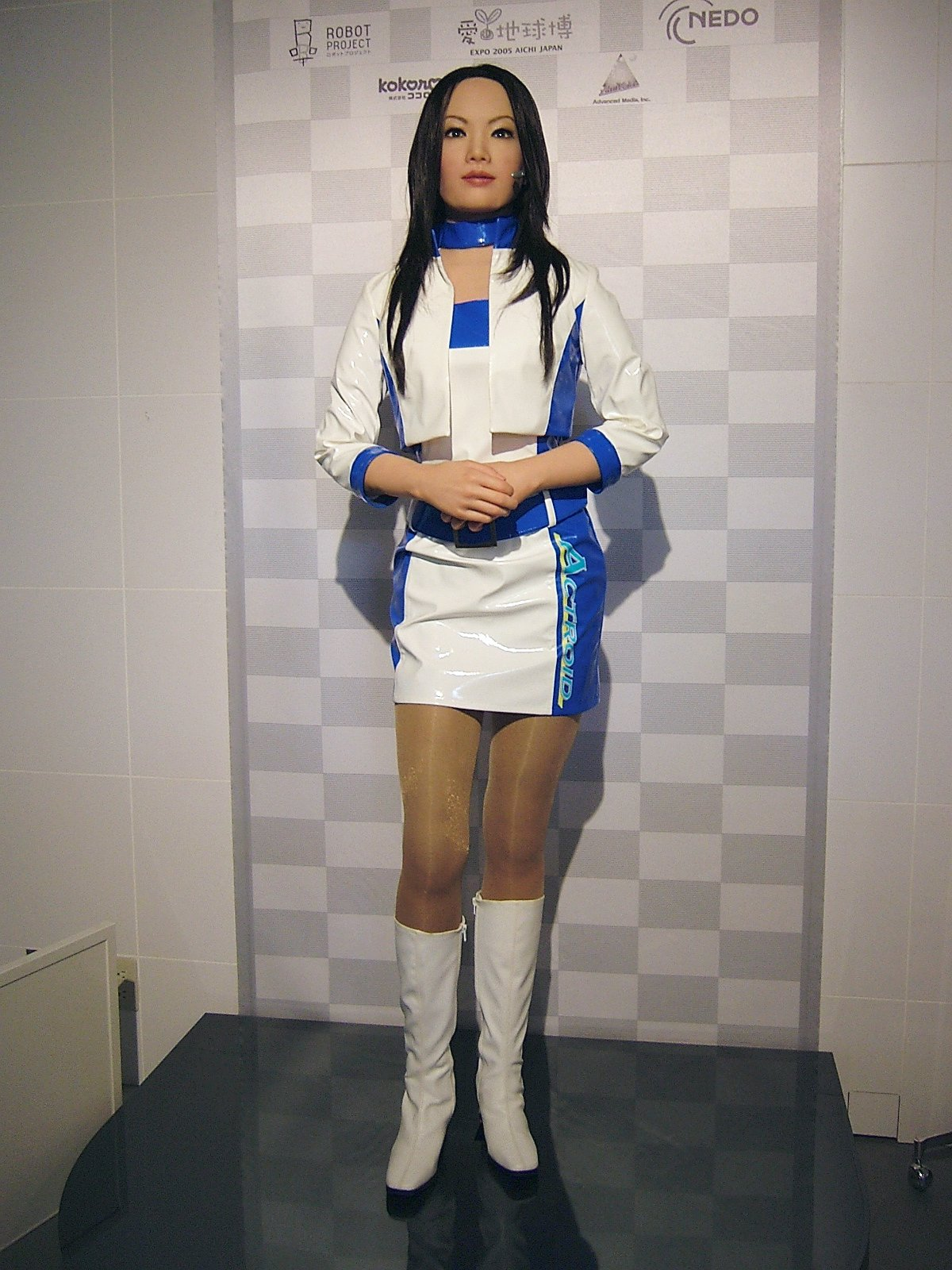
یک اکتروید ساخت شرکت سهامی خاص کوکورو.

فتیشیسم ربات (که همچنین با نام‌های ASFR، تکنوجنسگرایی، فتیش رباتی و روبوفیلیا نیز شناخته می‌شود) فتیش به ربات‌های انسان‌نما است. همچنین گرایش به افرادی که مانند ربات‌ها عمل می‌کنند یا افرادی که مانند ربات لباس می‌پوشند هم جزو این دسته قرار می‌گیرد. یک فانتزی دیگر که کمتر هم رایج است، تبدیل شدن به یک ربات می‌باشد. از این رو این فتیش شبیه آگالماتوفیلیا است که شامل جذب شدن یا تبدیل شدن به مجسمه‌ها یا مانکن‌ها را در بر می‌گیرد، البته در این مورد جذب یا تبدیل شدن به ربات است.
فتیشیسم رباتی را می‌توان نوعی انسان انگاری وابسته به عشق شهوانی دانست.

## ASFR
فتیشیسم ربات توسط علاقه‌مندان آن بیشتر با حروف اول "ASFR" نامیده می‌شود. این عبارت مخففی ساخته شده از گروه خبری یوزنت است که از عبارت از بین رفته alt.sex.fetish.robots سرچشمه می‌گیرد. بسیاری از طرفداران این فتیش خود را تکنوجنس‌گرا یا "ASFRians" می‌نامند.ASFR را می‌توان به دو نوع متمایز اما گاهی همپوشانی و کامل کننده هم از این فتیش تقسیم کرد:
- اولین مورد از اینها صرفاً تمایل به داشتن یک شریک اندرویدی (رباتی) آماده است. این شریک را می‌توان برای رابطه جنسی، یا همراهی (معمولا عاشقانه) یا هر ترکیبی از این دو مورد نظر قرار داد. وجه تمایز اصلی این فانتزی این است که ربات یک سازه کاملاً مصنوعی است که اغلب صرفاً برای برآوردن خواسته‌های صاحبش ساخته می‌شود. به این نوع فانتزی یا موقعیت «ساخته شده» گفته می‌شود.[۱][۳][۵]
- نوع دوم فانتزی رایج در ASFR به عنوان «تغییر شکل» شناخته می‌شود. این نوع شامل انسانی است که خواسته یا ناخواسته به ربات اندرویدی تبدیل شده است. آن شخص می‌تواند خودش یا شریک زندگی اش یا هر دو باشد. در این حالت صرفاً رباتی وجود ندارد و این انسان است که خود را به مانند یک ربات می‌کند تا این فانتزی اجرا شود.

بسیاری از افراد در جامعه ASFR یکی یا هردو را ترجیح می‌دهند. در برخی موارد این ترجیح بسیار قوی است و افراد می‌توانند به یک نوع از این فتیش علاقه داشته باشند و از نوع دیگر چشم پوشی کنند. یک بررسی غیررسمی از اعضای جامعه ASFR نشان داد که دو سوم افراد نوع فانتزی «ساخته شده» را ترجیح می‌دهند در حالی که بقیه فانتزی «تغییر شکل» یا ترکیبی از هردو نوع از فانتزی را دوست دارند.
جنبه‌های این فتیش که بیشتر توسط اعضای جامعه ASFR مورد استقبال قرار می‌گیرد، بسیار متنوع است. برای برخی افراد، چیزهایی مانند ظاهر روباتیک، حرکت یا صدا برای برانگیختگی مهم هستند. برای برخی دیگر، این‌چنین نیست و تنها یک ربات که کاملاً واقعی به نظر برسد (مانند انسان باشد) کافی و تحریک کننده است. قابلیت برداشتن قسمت‌هایی از پوست یا سایر اعضای بدن به منظور آشکار کردن مدار ربات برای برخی بسیار خوشایند است، اما برای برخی دیگر اینگونه نیست. بین کسانی که ترجیح می‌دهند اندروید شبیه انسان به نظر برسد و کسانی که ربات مکانیکی تر، یعنی با سطح فلزی بیشتر را ترجیح می‌دهند اختلاف نظر زیادی دیده می‌شود.
از آنجایی که اندرویدهای واقعی و ربات‌های انسان‌نما در حال حاضر به شکلی عمومی منتشر نشده است و مصرف‌کنندگان توانایی دسترسی ساده به آنها را ندارند، این فتیش تنها به تعداد محدودی از راه‌ها قابل اجرا است. در درجه اول این کار از طریق فانتزی‌هایی انجام می‌شود که شامل خود تحریکی یا نقش آفرینی جنسی با حضور یک شریک جنسی است (فانتزی تغییر شکل).
آثار هنری نقش مهمی در این فتیش دارند. هنر با محتوای ASFR؛ که شامل فیلم‌های علمی تخیلی، نماهنگ‌ها، نمایش‌های تلویزیونی، رمان‌ها، داستان‌های کوتاه، تصاویر، عکس‌های ساخته شده یا دستکاری شده، آهنگ‌ها و حتی تبلیغات تلویزیونی است، ممکن است برای طرفداران این فتیش تحریک کننده باشند، اما تنها محدود به اینها نمی‌شود. چنین آثاری توسط تکنوجنس‌گرایان دنبال می‌شوند زیرا ربات‌های اقتصادی مقرون به صرفه هنوز در دسترس نیستند. عروسک‌های واقعی جنسی مانند RealDoll ممکن است راهی برای انجام این فتیش با فناوری موجود را فراهم کنند. پیشرفت‌های اخیر در رباتیک و هوش مصنوعی، مانند آنچه در Actroid یا EveR-1 دیده می‌شود، ممکن است منجر به تولید ربات‌های جنسی پیشرفته‌تر شود.
البته برخی از ASFRiansها از شرکای مصنوعی (ربات‌ها) برای این فتیش استفاده نمی‌کنند و در عوض شرکای انسانی را برای شرکت در اشکال این فانتزی؛ یعنی همان نوع «تغییر شکل» را ترجیح می‌دهند.

## در فرهنگ عامه
در مجموعه کارتونی بزرگسالان انیمیشن فیوچراما، که داستانش در قرن سی و یکم اتفاق می‌افتد، «روبوجنس‌گرایی» دیده می‌شود که به روابط جنسی بین یک انسان و یک ربات اشاره دارد، به ویژه در قسمت «پیشنهاد بی‌نهایت» (فصل ۶، قسمت ۴)، رئیس آنها، پروفسور فارنسورث، به دلایل اخلاقی با روابط این‌چنینی بین یک ربات و انسان (امی ونگ و بندر بندینگ رودریگز) مخالفت می‌کند، و دو گزاره رقیب هم مطرح می‌شوند، یکی برای غیرقانونی کردن رابطه جنسی با ربات‌ها و دیگری برای قانونی کردن آن. پروفسور مخالفت خود را کنار می‌گذارد وقتی که آشکار می‌شود دشمنی‌اش ناشی از این است که وقتی جوان‌تر بود توسط یک فرد عاشق ربات مورد ضرب و شتم قرار گرفته است. روبوسکسوالیسم در دو قسمت قبلی "Space Pilot 3000" نیز اشاره شده بود؛ در "خلبان سریال" و "من با یک ربات قرار گذاشتم " (فصل ۳، قسمت ۱۵)، که در آن فرای با رباتی به قرار می‌رود که با تصویر و شخصیت لوسی لیو دانلود شده است. در این قسمت، برخلاف قسمت "پیشنهاد بی نهایت"، بندر با روابط بین ربات و انسان مخالف است.
در فیلم اکس ماکینا کالب اسمیث (دامنل گلیسون) که یک برنامه‌نویس جوان ۲۶ ساله بود به‌طور اتفاقی برندهٔ یک مسابقه شد و جایزهٔ آن گذراندن هفته‌ای در یک ویلای خصوصی واقع در کوهستان بود که به مدیر عامل اجرایی با استعداد و منزوی شرکت، ناتان بیتمن (اسکار آیزاک)، تعلق داشت. اما به محض ورود به ویلا، کالب متوجه می‌شود که ناتان او را برای شرکت در یک آزمون تورینگ انتخاب کرده است و وظیفهٔ او ارزیابی و سنجش خصوصیات یک هوش مصنوعی پیشرفته بود. او در این زمان حین بررسی بر روی اِیوا، ربات پیشرفته و جذابی که باید در حقیقت آن را ارزیابی می‌کرد به آن علاقه‌مند شد. البته در همین فیلم ناتان ربات جنسی دیگری هم برای خود ساخته بود و به رابطه با او به‌جای فرد دیگری علاقه نشان می‌داد.